# Tapis Lilian
Le tapis Lilian (ou Lilihan - selon la transcription anglaise) est un tapis persan qui tire son nom du village de Lilian (Iran) (en) situé en Iran, dans la province du Markazi (capitale Arak). L’histoire et la technique de fabrication de ces tapis sont étroitement liées à l'histoire arméno-persane. Leurs principales caractéristiques sont un nouage turc, un velours en laine, et l'utilisation de chaînes et trames en coton. 

## Historique
L'artisanat des tapis Lilian s’inscrit dans le contexte des échanges économiques et culturels entre l’Arménie et la Perse sous la dynastie safavide. Au début du XVIIe siècle, la rivalité entre la Perse et l’Empire ottoman pour le contrôle du Caucase se solde par la victoire de Chah Abbas (1571-1629) qui assure pour deux siècles la mainmise de la Perse sur le Caucase, particulièrement sur l’Arménie et l’Azerbaïdjan. Afin de renforcer sa position stratégique, Chah Abbas met en œuvre une politique visant à créer, entre les deux empires, une zone tampon vide de tout habitant. Dans cet objectif, il fait déplacer une population arménienne forte de plus de 50 000 âmes, vers Ispahan -  future capitale de la dynastie safavide -  et vers le centre de l’Iran, notamment dans les provinces de Hamadan et de Markazi.  Ce transfert, dans la plupart des cas brutal, s'intègre aussi à une stratégie de développement économique et de renforcement des échanges commerciaux avec le monde européen et chrétien par l’intégration de communautés disposant d’un savoir-faire artisanal reconnu.

## Technique de fabrication

### Tissage
Les tapis du village de Lilian et de ses environs immédiats sont traditionnellement associés à la production de Hamadan. Cette région, qui fut l'un des tous premiers centres de tissage en Iran, se distingue par l'importance de sa production, tant en quantité qu'en qualité. Caractérisés par un nouage turc symétrique Ghiordes, les tapis de Lilian, comme ceux de Hamadan, présentent un velours en laine ainsi qu'une chaîne et une trame en coton, souvent teintées de rouge ou de rose. Il faut noter l'usage caractéristique d'un seul fil de trame très épais marquant la structure du tapis. Selon Alain Cohen, "lorsqu'on observe un Lilian sur son envers, le graphisme quasi-inexistant, n'est pas un signe de mauvaise qualité : c'est la trame de coton épaisse qui tend à cacher l'exécution des noeuds." Le nouage peut être compris entre 700 et 1500 nœuds au décimètre carré, ce qui en fait un tapis de facture moyennement serrée. Ce nouage relativement lâche  implique un rasage du velours assez haut au moment de la finition, en tout cas jamais inférieur à 8 millimètres. Le Lilian est en cela sensiblement inférieur aux tapis Sarouk dont il est régionalement proche et avec lesquels on peut parfois le confondre par la proximité du style. L’usage de deux fils de trame encadrant chaque rangée d'un nouage toujours persan permet néanmoins de distinguer clairement un véritable tapis Sarouk d’un Lilian. 
D’une façon générale, une solidité certaine est reconnue aux tapis Lilian. Les formats les plus courants étant le petit format "Kelley" ou tapis de tête soit 180 × 360 cm ou bien encore les Kenareh (tapis galerie) soit  80 x 250 à 300  cm. 

### Laine
La laine de ce type de tapis était produite localement en montagne dans les très nombreux élevages régionaux, une laine reconnue dans le pays comme de première qualité et égale à celle du Khorassan. Dans son ouvrage de référence, R. Bechirian rappelle que les régions montagneuses de Hamadan au climat rigoureux fournissent les laines les plus appréciées et d'une très grande résistance. Celles-ci toutefois peuvent être mêlées de poils de chèvre et de chameau. 

### Style
En général, le tapis Lilian présente trois bandes d’encadrement caractéristiques des Hamadan. Le champ est décoré de grands bouquets de fleurs  stylisées ce qui lui donne une certaine raideur dans le dessin. On remarquera également l’usage du motif  Chakhbozi (cornes de bélier ou de chèvre) dans une version revisitée et végétalisée à  Lilian par les artisans arméniens  Ce vieux  motif caucasien a largement été utilisé et popularisé dans les tapis  de Perepedil (Azerbaïdjan), les autres motifs étant la fleur de coton ou le poisson stylisé. Ces motifs placés au centre du tapis se trouvent déployés à la façon d'un paon faisant la roue. Le nouage turc Ghiordes apporte un peu de rigidité dans le style à ce tapis floral.  

### Couleurs
Les couleurs de ce type de tapis sont naturelles. Le vieux rose et le rose corail (cf. Essie Sakhai p 153) prédominent dans la production du XIXe siècle et également dans celle du XXe, tant les goûts du marché américain, où ces tapis furent extrêmement populaires, donna le ton à toute la production de cette région. On retrouve souvent dans le champ rehaussant ces roses toute une palette de vert olive, de kaki, de marron et même toute une gamme de bleu pouvant aller jusqu’au bleu nuit. 
La couleur rouge est également très présente dans le Lilian. Cette couleur est extraite selon des procédés qui varient selon les régions. Selon Fereydoun Pourbahman,dans la région de Hamadan, "à la fin du mois d'octobre, les cultivateurs récoltent les racines de garance, les font sécher et les pulvérisent" avant utilisation : c'est cette plante (plutôt que, par exemple, la cochenille utilisée en Arménie avant l'époque soviétique) qui donne une couleur rouge et les divers roses qui en dérivent. 

## Déclin et survivance
Au milieu du XXe siècle, la production traditionnelle des tapis Lilian – caractérisée par une technique de nouage assurée principalement par des artisans arméniens d’Iran central – a commencé à décliner. Ce recul est en partie attribué à un exode de ces artisans vers la république d’Arménie (alors intégrée à l’Union soviétique), ce qui a entraîné une réduction significative du savoir-faire artisanal directement transmis dans le village de Lilian. Dans un article paru en 1979 dans les Cahiers du monde russe et soviétique, Claire Mouradian quantifie très précisément cette exode, majoritairement issu du monde rural : pour la seule année1945, 20256 personnes, soit  plus de 10% de la minorité arménienne iranienne, avait quitté le pays.   
Alors que la production des artisans du village de Lilian s’était fortement réduite, des ateliers de tissage installés dans la région d' Arak, polyvalents, dépourvus de style régional propre et habitués depuis 1875 à travailler pour les marchés américain et européen (cf. par exemple, la production avant 1930 de la firme anglo-suisse Ziegler), continuèrent à fabriquer, en dépit du départ des Arméniens, des tapis dans le style Lilian jusqu'au tournant des années 1990. 
Par la suite, comme le note une dépêche AFP et un article du Point parus en 2022, la production artisanale de tapis persans  se trouva  significativement affectée par la dégradation des relations commerciales entre l’Iran et les États-Unis.  A l'issue de deux décennies d'alternance entre périodes d’embargo et de réouverture, la production iranienne subit la fermeture totale du marché américain en 2018 sans que l'on n'ait pu trouver de réel marché de substitution Les ateliers de tissage de tapis en style Lilian de la région d'Arak ne purent ainsi bénéficier de la visibilité commerciale nécessaire à l’exercice de leur activité. Cette situation, combinée avec un certain désintérêt  pour ce métier de la nouvelle génération qui, plus éduquée, pouvait espérer un travail à la fois moins pénible physiquement et  une  rémunération plus gratifiante, accrut encore la difficulté de toute cette filière. C'est ainsi que Fereydoun Pourbahman  dans son étude de 1984 portant sur la situation sociale de cent trente-six ouvriers du tapis à Hamadan fait remarquer (p.149) que le taux d'analphabétisme était encore, au milieu des années 1980, de 76,4% et que 6,6% seulement des ouvriers faisaient ce travail avec plaisir, une situation qu'il résumait de la façon suivante : " C'est ainsi qu'à Téhéran et comme presque partout ailleurs, les plus beaux spécimens de l'artisanat destinés à la bourgeoisie iranienne et internationale sont engendrés [en 1980] dans la misère, la sueur et le sang". 
Des initiatives institutionnelles récentes ont visé à préserver ce savoir-faire et à encourager une diversification des débouchés économiques. Mais l'absence d'un marché de substitution solide laisse présager des défis structurels importants pour la filière pourtant si fortement  constitutive de l’identité et de l’âme iranienne.
Les monuments historiques arméniens du village de Lilian (église, école et cimetière) datant principalement de l’époque de la dynastie Qadjar (1789-1925) sont en mauvais état mais bien que de statut privé, ils sont inscrits au patrimoine national depuis 2007. Sur ce modèle, et à l'initiative d'Esmail Cherahy, directeur des monuments historiques de la région iranienne de Markazi, une action similaire est en cours pour obtenir l’inscription des tapis Lilian au patrimoine immatériel national.